# Fluor (element)
Fluor is een chemisch element met symbool F en atoomnummer 9. Het behoort tot de groep van de halogenen (groep VIIa). Het element komt in monoatomische vorm niet voor in de natuur. Het vormt diatomische moleculen difluor (F2), die wegens de hoge reactiviteit zelf ook nauwelijks in de natuur te vinden zijn. Het element komt dus in de natuur vrijwel alleen in samengestelde stoffen voor.

## Ontdekking
Het vloeieffect van vloeispaat was al in 1529 beschreven door Georgius Agricola. Bij toevoeging van sterk zuur aan vloeispaat ontstaat vloeizuur en al in 1670 ontdekte Heinrich Schwandhard dat zo'n oplossing glas etste. Er werd daarna veel geëxperimenteerd met vloeizuur door Karl Wilhelm Scheele, Humphry Davy, Joseph Louis Gay-Lussac en Antoine Lavoisier, soms met akelige gevolgen. Hoewel oplossingen van fluoriden en vloeizuur HF dus al lang uit vloeispaat bereid werden, heeft het vanwege de bijzonder reactieve aard van het element lang geduurd voordat Henri Moissan er in 1886 in slaagde het element te isoleren.
De naam fluor is afkomstig van het Latijnse fluere dat vloeien of stromen betekent.

## Toepassingen
In de organische chemie kan een fluoratoom vrijwel elk waterstofatoom vervangen. Dat wil zeggen dat het aantal potentiële organische fluorverbindingen gigantisch groot is. Wanneer alle waterstofatomen door fluor vervangen worden (per-fluoridering) ontstaan verbindingen die bijzonder inert zijn. Sommige daarvan vinden wijdverspreid toepassing. Een goed voorbeeld is teflon, het per-fluorequivalent van polyetheen. Ook kleinere moleculen zoals chloorfluorkoolwaterstoffen (freonen) of fluorkoolwaterstoffen worden veel toegepast als koelmiddel, reinigingsmiddel of drijfgas. Vanwege de aantasting van de ozonlaag verschuift het gebruik van chloorhoudende verbindingen naar verbindingen zonder chloor, dus met fluor en waterstof.
Vloeizuur of waterstoffluoride (HF) is een matig sterk zuur, dat wel uiterst reactief is. Het tast glas snel aan en wordt gebruikt voor het etsen ervan. Broompentafluoride BrF5 is zo reactief dat het de zuurstof uit silicaten vrijmaakt. De grote reactiviteit wordt veroorzaakt door het feit dat fluor de grootste elektronegativiteit heeft van alle elementen. Het wordt gebruikt bij analyse van de zuurstofisotoopverhoudingen in geologische materialen zoals klei. Het kan in nikkel bewaard worden omdat dit metaal een beschermende fluoridehuid ontwikkelt.
Fluoride is giftig, maar in kleine hoeveelheden ook een noodzakelijk sporenelement. Tandglazuur bestaat uit hydroxyapatietkristallen (hydroxyapatiet bevat geen fluor) met een schroefdislocatie in het midden. Deze kristallen zijn dus schroefvormig gegroeid. De as van de schroef is een zwakke plek waar door bacteriële werking tandbederf kan optreden. Wanneer fluoride ionen worden aangeboden in het drinkwater of in tandpasta hechten die zich op de zwakke plek en blokkeren die. Het gevolg is minder tandbederf. Er werd echter door (onder andere) de Belgische overheid een studie uitgevoerd naar de relevantie en giftigheid van fluoride in water en tandpasta. In het algemeen wordt het aangeraden om gefluorideerde producten te gebruiken.

## Opmerkelijke eigenschappen
Difluor is een giftig en agressief geelgroen gas. De naam komt van Latijnse fluere of vloeien, naar het vloeispaat waar het in voorkomt. Bij toevoeging van fluoride aan oxidische materialen, bijvoorbeeld aluminiumoxide, wordt het smeltpunt vaak veel lager en gaan zij gemakkelijker vloeien. Het is een halogeen en het meest reactieve en elektronegatieve van alle elementen. Het is een bijzonder sterke oxidator, die moeilijk te hanteren is, omdat fluor met zo ongeveer alles reageert.
Het element heeft een bijzonder sterke neiging het F−-ion met de neonconfiguratie te vormen. Met waterstof reageert het explosief, maar metalen, glas en water branden met een heldere vlam in een stroom fluorgas. Het kan daarom niet in glazen vaten bewaard worden. Er vormt zich een gasvormig fluoride SiF4. Met metalen vormen zich ook fluoriden, waarvan vele - zoals de andere halogeniden - redelijk oplosbaar zijn in water.
Ondanks de hoge elektronegativiteit gedraagt fluor zich in sommige gevallen toch als een elektronendonor. De vorming van complexen met bijvoorbeeld aluminium (AlF63−) is daar een bekend voorbeeld van.
Ook in de organische chemie is fluor een geval apart. De koolstof-fluorbinding is bijzonder sterk. Het gebruik als anti-aanbaklaag is hierop gebaseerd. Daarnaast is fluor, indien het aan een onverzadigd koolstofatoom gekoppeld is, via de pi-binding elektropositief. In de reacties van hexafluorbenzeen blijken hier de voorbeelden van.
De isotoop fluor-18 wordt geregeld gebruikt in de geneeskunde (voor diagnostische doeleinden). Vanwege de korte halveringstijd moet het snel vervoerd worden.

## Verschijning
Het element komt, meest als fluoride, vooral in een aantal mineralen voor, zoals vloeispaat, cryoliet en fluoroapatiet.

## Isotopen
| Stabielste isotopen | Stabielste isotopen | Stabielste isotopen      | Stabielste isotopen      | Stabielste isotopen      | Stabielste isotopen      |
| Iso                 | RA (%)              | Halveringstijd           | VV                       | VE (MeV)                 | VP                       |
| ------------------- | ------------------- | ------------------------ | ------------------------ | ------------------------ | ------------------------ |
| 18F                 | syn                 | 109,77 m                 | EV 3% β+ 97%             | 1,656                    | 18O                      |
| 19F                 | 100                 | stabiel met 10 neutronen | stabiel met 10 neutronen | stabiel met 10 neutronen | stabiel met 10 neutronen |

De enige fluorisotoop die in de natuur voorkomt is 19F. De radioactieve isotoop 18F met een halveringstijd van 109,77 minuten kan alleen in nucleaire installaties worden vervaardigd.

## Toxicologie en veiligheid
Zowel het element (difluor) als vloeizuur (HF) moeten met grote omzichtigheid en kennis van zaken behandeld worden. Contact met de huid moet strikt voorkomen worden. Vloeizuur vreet bij contact met de huid door tot op het bot, zonder dat onmiddellijk pijn wordt gevoeld, de pijn begint pas wanneer het veel te laat is voor een goede behandeling. Bij vermoeden van contact moet onmiddellijk medische hulp worden ingeroepen. Hoewel het mogelijk is met deze stoffen op verantwoorde wijze om te gaan (en er een aanmerkelijke hoeveelheid vloeibaar fluor bij de ton wordt vervoerd) vergt dat training en degelijke veiligheidsprocedures.